# دایئی (دوره)
دایئی (به ژاپنی: 大永 Daiei) نام یک عصر تاریخی ژاپنی بود. این عصر بعد از ایشو و قبل از کیوروکو قرار داشت و از اوت ۱۵۲۱ تا اوت ۱۵۲۸ میلادی به طول انجامید. در طی این عصر امپراتور گو-کاشیوابارا و امپراتور گو-نارا امپراتوران ژاپن بودند.